# Adina-Ioana Vălean
Adina-Ioana Vălean (Țintea, 16 februari 1968) is een Roemeens politica. Sinds 1 januari 2007 is zij lid van het Europees Parlement voor de Nationaal-Liberale Partij, die tot 1 juli 2014 deel uitmaakte van de fractie van de Alliantie van Liberalen en Democraten voor Europa (ALDE) en sindsdien van de fractie van de Europese Volkspartij (EVP). Daarvoor was zij in 2004 lid van de Roemeense Kamer van Afgevaardigden.
Na de parlementsverkiezingen van 2014 werd Vălean op 1 juli 2014 verkozen tot een van de veertien vicevoorzitters van het parlement. In die hoedanigheid maakte zij tot 16 januari 2017 deel uit van het Bureau. Van 23 januari 2017 tot 1 juli 2019 was ze voorzitter van de commissie milieubeheer, volksgezondheid en voedselveiligheid. Sinds 10 juli 2019 is ze voorzitter van de commissie industrie, onderzoek en energie.
Ze werd samen met Siegfried Mureșan door de pas ingestelde regering van Ludovic Orban voorgedragen voor de positie van Eurocommissaris, nadat het Europarlement de eerdere kandidaat Rovana Plumb - voorgedragen door de voorgaande Dăncilă regering - had afgewezen. De Europese Commissie koos voor Adina-Ioana Vălean voor de positie van Eurocommissaris van Transport.
Vălean heeft een master in Europese en veiligheidsstudies. Ze is getrouwd met voormalig Senaatsvoorzitter en voormalig president van Roemenië Crin Antonescu.